# Асунсан Брас, Денер
Де́нер Асунса́н Брас или просто Денер (порт.-браз. Dener Assunção Braz; 28 июня 1991, Баже, штат Риу-Гранди-ду-Сул — 28 ноября 2016, Серро-Гордо, Ла-Уньон, Антьокия, Колумбия) — бразильский футболист, выступавший на позиции левого флангового защитника (латераля). Погиб в авиакатастрофе BAe 146 под Медельином.

## Биография
Денер — воспитанник футбольной академии «Гремио». К основному составу стал привлекаться в 2010 году, а спустя год дебютировал в основном составе «трёхцветных» — в ходе чемпионата штата Риу-Гранди-ду-Сул. В 2012 году был отдан в аренду в «Веранополис», по возвращении из которой сыграл за «Гремио» только ещё раз — в Кубке Бразилии. Затем был отдан в аренду в СЭР Кашиас, который выступал в бразильской Серии C. После окончания действия контракта с «Гремио» остался в «Кашиасе», где стал игроком основного состава.
2014 год Денер начал в «Итуано», но после победы в Лиге Паулисте вновь сменил команду, перейдя в «Коритибу». В начале 2015 года был отдан в аренду в клуб Серии A «Шапекоэнсе». Денер стал практически бессменным игроком Шапе на левом фланге обороны. В 2016 году выиграл с командой чемпионат штата Санта-Катарина, а в конце года помог «Шапекоэнсе» впервые в истории выйти в финал крупного международного турнира — Южноамериканского кубка. Как и многие латерали, Денер часто подключался к атакам команды, отмечаясь результативными передачами и иногда — забитыми мячами. Так, именно гол Денера 21 ноября позволил «Шапе» отпраздновать свою последнюю победу в чемпионате Бразилии 2016 над «Сан-Паулу» (2:0).
28 ноября 2016 года погиб в авиакатастрофе под Медельином вместе с практически всем составом и тренерским штабом клуба в полном составе, который летел на первый финальный матч ЮАК-2016 с «Атлетико Насьоналем». Позже КОНМЕБОЛ присудила победу в турнире «Шапекоэнсе».
Тело Денера было кремировано в Порту-Алегри, а урна с прахом захоронена на городском кладбище Баже. У Денера остались жена Аманда и сын Бернардо.

## Достижения
- Чемпион штата Сан-Паулу (1): 2014
- Чемпион штата Санта-Катарина (1): 2016
- Обладатель Южноамериканского кубка (1): 2016(посмертно, по просьбе соперников)